# Baurene, Vrața
Baurene (în bulgară Баурене) este un sat în comuna Krivodol, regiunea Vrața,  Bulgaria. 

## Demografie
Componența etnică a satului Baurene
     Bulgari (66,5%)
     Romi (31,28%)
     Nicio identificare (1,23%)
     Altele (0,98%)
La recensământul din 2011, populația satului Baurene era de 406 locuitori. Din punct de vedere etnic, majoritatea locuitorilor (66,5%) erau bulgari, cu o minoritate de romi (31,28%). Pentru 1,23% din locuitori nu este cunoscută apartenența etnică.